# Villadia cucullata
Villadia cucullata es una especie de plantas de la familia de las crasuláceas, comúnmente llamadas, siemprevivas, conchitas o flor de piedra (Crassulaceae), dentro del orden Saxifragales en lo que comúnmente llamamos plantas dicotiledóneas, aunque hoy en día se agrupan dentro de Magnoliopsida. El nombre del género fue dado en honor al Dr. Manuel Villada (1841 – 1924), quien fuera médico, botánico y editor de la revistas “La Naturaleza”, la especie V. cucullata hace referencia a los pétalos “cuculados” en forma de capucha o caperuza.

## Descripción
Raíces tuberosas muy carnosas, tallos rectos de 1-3 dm de altura, hojas numerosas ascendentes, casi cilíndricas, acuminadas. de 2-2.5 cm dc largo, glabras, verde grisáceas. Inflorescencia en espiga entrecortada, de 10-15 cm de largo, que muere hasta la base después de florecer; sépalos ovados de 2 mm de largo, corola de' 3 mm de largo, tubo de 1 mm de largo, pétalos cuculados, rojizos o anaranjados; ovario corto y grueso, estilo corto, algo extendido. Cromosomas n= 11.

## Distribución
Endémica de México en los estados de Coahuila, Nuevo León, Tamaulipas, San Luis Potosí y Querétaro. Localidad tipo: Coahuila: Saltillo.

## Hábitat
Está asociada a la vegetación desértica.

## Estado de conservación
No se encuentra catalogada bajo algún estatus o categoría de conservación, ya sea nacional o internacional.